# Eumecopterus incisus
Eumecopterus incisus är en insektsart som beskrevs av Max Beier 1960. Eumecopterus incisus ingår i släktet Eumecopterus och familjen vårtbitare. Inga underarter finns listade i Catalogue of Life.